# Renuka Shahane
Renuka Shahane, née le 7 octobre 1966, est une actrice et une réalisatrice du cinéma indien et de télévision. Elle est surtout connue en tant que coprésentatrice de l'émission télévisée de la chaîne Doordarshan, Surabhi (en) (1993-2001). 

## Filmographie

### Ciinéma
| Année | Titre                       | Rôle                             | Langue   | Réf.   |
| ----- | --------------------------- | -------------------------------- | -------- | ------ |
| 1998  | Tamacha (en)                | Rashmi                           | Hindi    |        |
| 1992  | Haach Sunbaicha Bhau        | Nandita                          | Hindi    | [ 2 ]  |
| 1992  | Hun Hunshi Hunshilal        | Parveen                          | Hindi    |        |
| 1993  | Money (en)                  | Renu                             | Télougou |        |
| 1994  | Hum Aapke Hain Koun..!      | Pooja                            | Hindi    | [ 3 ]  |
| 1994  | Money Money (en)            | Renu                             | Télougou |        |
| 1995  | Aboli                       | Fille de Bappa                   | Marathi  |        |
| 1996  | Masoom (en)                 | Yashoda                          | Hindi    |        |
| 1997  | Tunnu Ki Tina (en)          | Petite amie de Tinnu             | Hindi    |        |
| 2002  | Tum Jiyo Hazaaron Saal      | Hema                             | Hindi    |        |
| 2003  | Ek Alag Mausam (en)         | Rita                             | Hindi    | [ 4 ]  |
| 2004  | Dil Ne Jise Apna Kahaa (en) | Sœur de Rishabh                  | Hindi    | [ 5 ]  |
| 2006  | Rita (en)                   | Saraswati                        | Marathi  | [ 6 ]  |
| 2014  | Bhakarkhadi 7 km (en)       | Mère du docteur Sameer           | Marathi  | [ 7 ]  |
| 2014  | Dusari Goshta (en)          |                                  | Marathi  |        |
| 2014  | Akalpith (en)               | Dr Mugdha                        | Marathi  | [ 8 ]  |
| 2015  | Highway (en)                |                                  | Marathi  |        |
| 2015  | Te Aath Diwas               |                                  | Marathi  | [ 9 ]  |
| 2015  | Janiva                      | L'avocat Charitra Dharamadhikari | Marathi  |        |
| 2018  | 3 Storeys (en)              | Flory Mendonca                   | Hindi    | [ 10 ] |
| 2018  | Bucket List (en)            | Anjali Deshpande                 | Marathi  | [ 11 ] |
| 2018  | Gulabjaam (en)              | Invitée                          | Marathi  | [ 12 ] |
| 2019  | Smile Please (en)           | Invitée                          | Marathi  | [ 13 ] |
| 2021  | Tribhanga (en)              | Écriture et réalisation          | Hindi    | [ 14 ] |